# Susan J. Patrick
Susan J. Patrick (1944 ) es una botánica, taxónoma, ilustradora, y ecóloga australiana; del "Centro de Biodiversidad Vegetal, CSIRO, Canberra. Sus investigaciones centrales incluyen la sistemática de la familia Sterculiaceae, y la ecología de la conservación de ecosistemas de bosques y pastizales. También trabajó para el Estado de Australia Occidental, en su Departamento de Conservación y Manejo de la Tierra, en biodiversidad para Global Biodiversity Infrastructure Facility.

## Algunas publicaciones
- susan j. Patrick. 1995. Geraldton District Threatened Flora Recovery Team: Annual Report, 1994. Ed. Department of Conservation & Land Management, 12 pp.

- s.a. Halse, g.b. Pearson, susan j. Patrick. 1993. Vegetation of Depth-gauged Wetlands in Nature Reserves of South-west Western Australia. Technical report 30 (Western Australia. Dept. of Conservation and Land Management) 146 pp.

1982. Guide to the gazetted rare flora of Western Australia (Report). Ed. Dept. of Fisheries and Wildlife ISBN 0724490868 ISBN 978-0724490868
- La abreviatura «S.J.Patrick» se emplea para indicar a Susan J. Patrick como autoridad en la descripción y clasificación científica de los vegetales.[5]

- Portal:Biografías. Contenido relacionado con Botánica.
- Portal:Biología. Contenido relacionado con Taxonomía.
- Portal:Ecología. Contenido relacionado con Ecología.